# SMART Recovery (español)
SMART Recovery ("Entrenamiento para la Autogestión y la Recuperación") es una organización sin ánimo de lucro que provee asistencia a individuos que buscan la abstinencia de comportamientos adictivos. El enfoque utilizado es secular y basado en evidencia científica. Utiliza métodos no confrontacionales, motivacionales, conductuales y cognitivos. Los participantes de las reuniones aprenden métodos de recuperación derivados de tratamientos de adicción basados en evidencia científica.

## Metodología
SMART Recovery está basado en conocimiento científico y pretende evolucionar a la par que éste conocimiento. El programa utiliza principios de entrevista motivacional encontrados en la Terapia de Estimulación Motivacional (TEM) y toma técnicas de la Terapia Cognitivo Conductual (TCC), particularmente en la versión llamada Terapia Racional Emotivo Conductual (TREC) así como en investigaciones de tratamientos validadas científicamente.
El programa de esta organización, conocido como El programa de los 4 Puntos, enfatiza cuatro áreas en el proceso de recuperación: 1. Construyendo la motivación, 2. Superando los impulsos, 3. Resolviendo problemas, y Balance en el estilo de vida. La “Caja de Herramientas de SMART” es una colección de varios métodos de TEM, TCC y TREC que impactan en los 4 puntos.
SMART Recovery puede ser utilizado como un apoyo primario en la recuperación para aquellos que buscan ayuda en la recuperación de las adicciones, pero no insiste en ser exclusivo; puede utilizarse junto con otros programas y tratatmientos. El programa no utiliza los doce pasos que son la base de varios grupos anónimos de autoayuda (ej. AA, NA, Al-anón, CODA, Etc.) y generalmente está enlistado como una alternativa a estos programas. SMART Recovery cree que cada individuo encuentra su propio camino para la recuperación. Para algunos participantes, ese camino puede incluir los programas de 12 pasos u otros grupos de autoayuda. Aunque el enfoque de SMART Recovery difiere de estos enfoques en diversos puntos, no los excluye necesariamente. En la publicación principal de SMART Recovery, el libro de trabajo de SMART Recovery, se propone que el programa de 4 puntos y los programas de 12 pasos pueden ser complementarios.

### Las Etapas de Cambio como Herramienta de SMART de recuperación
SMART Recovery reconoce los participantes pueden estar en una o varias etapas del cambio y que diferentes ejercicios pueden ayudarles en diferentes etapas.
1. Precontemplación - En esta etapa, los participantes pueden no darse cuenta de que tienen un problema.
[10]
2. Contemplación - El participante evalúa las ventajas y desventajas de la adicción haciendo un análisis de costo y beneficio.[10]
3. Determinación/Preparación - El participante decide alcanzar su cambio personal y puede completar un Formato de Plan del Cambio.[10]
4. Acción - El participante busca nueva maneras de resolver su comportamiento adictivo. Esto puede incluir autoayuda, el apoyo de un grupo de ayuda o guía profesional.[10]
5. Mantenimiento - Después de algunos meses, la conducta del participante ha cambiado y ahora busca mantener esos avances.[10]
6. Graduación/Salida - Una vez que el participante ha logrado mantener el cambio por un periodo largo de tiempo puede pensar en continuar con su vida y “graduarse” de SMART Recovery[10]

Evento paralelo: Recaída – Aunque son evitables, las recaídas son parte normal del ciclo del cambio y si son tratas correctamente, pueden servir como experiencias de aprendizaje para resolver la adicción.

## Historia y organización
Fue incorporada en 1992 como la Red de Autoayuda para el Abuso de Alcohol y Drogas (ADASHN por sus siglas en inglés) y comenzó a llamarse SMART Recovery en 1994.
Las operaciones generales son supervisadas por un Consejo de Directores, que inicialmente incluían al Dr. Marc Kern. Los grupos locales son facilitados por voluntarios como Facilitadores con la asistencia de profesionales voluntarios de las adicciones llamados Consejeros Voluntarios. Las oficinas centrales están actualmente en Mentor, Ohio. 
SMART Recovery ofrece sus servicios gratis aunque se piden donaciones y las publicaciones son vendidas.

## Reuniones
Las reuniones son gratuitas para todos lo que deseen atender y tienen un objetivo informativo como de apoyo. Más de 1500 reuniones semanales son facilitadas por voluntarios por todo el mundo. Además la organización provee recursos en línea como apoyo a los voluntarios y a aquellas personas que atienden a las reuniones, y una o más reuniones en línea diariamente.
Las reuniones también se llevan a cabo en prisiones en varios estados de Estados Unidos incluyendo: Arizona, California, Florida, Indiana, Maryland, Massachusetts, Michigan, Minnesota, Missouri, Nueva Jersey, Nueva York, Vermont, Virginia, Washington y Wisconsin.

## Familia y amigos
SMART Familia y Amigos es un grupo de apoyo cara a cara o en línea para personas involucradas y prreocupadas (Concerned Significant Others) en las vidas de los que buscan recuperación. El grupo inició en septiembre de 2010. El propósito es resolver los problemas específicos que emergen cuando un amigo o miembro de una familia sale en busca de ayuda para su ser querido. Este programa surge del trabajo de Robert Meyer llamado Enfoque Comunitario de Reforzamiento y Entrenamiento Familiar (CRAFT por sus siglas en inglés), y difiere de Al-Anon al ser un programa conductual que predica que los familiares y amigos pueden tener un impacto positivo en la persona que abusa de las sustancias. CRAFT ha demostrado ser, en la investigación de Meyers, más efectivo que la intervención al estilo de Vernon Johnson o de Al-Anon, con efectos secundarios menos negativos y mejores resultados sin tomar en cuenta si el abusador de la sustancia entra o no al tratamiento.
SMART Recovery para adolescentes y jóvenes: SMART Recovery es un programa de autoayuda que ofrece un lugar para que los jóvenes se reúnan y traten de analizar y cambiar conductas que los lastiman a ellos y a otros como fumar, consumir alcohol, pelear, usar drogas, entre otras.

## Reconocimiento
SMART es reconocido por la American Academy of Family Physicians, así como por el National Institute on Drug Abuse (NIDA) y el National Institute on Alcohol Abuse and Alcoholism (NIAAA). NIDA y NIAAA son agencias de los National Institutes of Health (NIH), un componente del U.S. Department of Health and Human Services.